# 西爾維斯特數列
西爾維斯特數列的定義為{\displaystyle s_{n}=1+\prod _{i=0}^{n-1}s_{i}}。當{\displaystyle n=0}，由於空積（一個空集內所有元素的積）是{\displaystyle 1}，所以{\displaystyle s_{0}=2}，之後是{\displaystyle 3,7,43,1807,3263443,10650056950807,113423713055421844361000443...}（OEIS:A000058）
這亦可以用遞歸定義：{\displaystyle s_{i}=s_{i-1}(s_{i-1}-1)+1,s_{0}=2}。
以數學歸納法可證明{\displaystyle \sum _{i=0}^{j-1}{\frac {1}{s_{i}}}={\frac {s_{j}-2}{s_{j}-1}}}。
「求{\displaystyle k}個埃及分數，使它們之和最接近{\displaystyle 1}而又小於{\displaystyle 1}。」答案就是這數列中首{\displaystyle k}個數的倒數之和。因此，西爾維斯特數列又可以貪婪算法來定義：每步選取的一個分母，使得對應的埃及分數再加上之前的和最接近1而又少於1。
西爾維斯特數列可以表示為{\displaystyle s_{n}=\left\lfloor E^{2^{n+1}}+{\frac {1}{2}}\right\rfloor }，其中E約為1.264。這和費馬數很相似。
這數列以詹姆斯·約瑟夫·西爾維斯特命名。

## 和為有理數且快速增長的唯一性
若有數列 {\displaystyle a_{n}\geq a_{n-1}^{2}-a_{n-1}+1} 且 {\displaystyle \lim _{k\to \infty }\sum _{i=0}^{k}{\frac {1}{a_{i}}}\in \mathbb {Q} }，則必存在{\displaystyle N}使得對於{\displaystyle i>N}，{\displaystyle a_{n}=a_{n-1}^{2}-a_{n-1}+1}。
保羅·艾狄胥猜想上面的不等式可以改為更弱的條件{\displaystyle \lim _{n\to \infty }{\frac {a_{n}}{a_{n-1}^{2}}}=1}。

## 質數
顯然兩個相異的西爾維斯特數必定互質。在首三百萬個質數只有1166個是西爾維斯特數列的因數。現時所知的西爾維斯特數中，都是無平方數因數的數，但未有證明所有西爾維斯特數都是。西爾維斯特數的質因數在質數集的密度為0。